# Alex Ligertwood
Alexander John "Alex" Ligertwood, škotski pevec, kitarist in bobnar, * 10. december 1946, Glasgow, Škotska.
Ligertwood je škotski pevec, kitarist in bobnar, najbolj znan kot nekdanji glavni vokalist skupine Santana.

## Kariera
Član Santane je bil od 1979 do 1985, 1987, od 1989 do 1991 in od 1992 do 1994. Kot soavtor je ustvaril številne skladbe skupine, med njimi "All I Ever Wanted", "You Know That I Love You", "Winning" in "Hold On". V 60. letih je sodeloval s skupino The Senate, v 70. s skupinama The Jeff Beck Group in Brian Auger's Oblivion Express, pri kateri zopet sodeluje od leta 2013. Sodeloval je tudi s skupinami Go Ahead, John Cipollina and friends (1988), Average White Band (1989) in z Davidom Sanciousom.
Ligertwood je prispeval glavni vokal pri skladbi "Crank It Up", skupine The Dixie Dregs, z njihovega albuma, Industry Standard (1982), glavni vokal je prispeval tudi pri skladbi "Double Bad" pri albumu Jeffa Lorberja, In the Heat of the Night (1984).
Med letoma 1986 in 1988 je bil Ligertwood član skupine Go Ahead, kjer sta igrala tudi člana skupine Grateful Dead, Bill Kreutzmann in Brent Mydland.
Leta 2000 je koncertiral s skupino World Classic Rockers. Pel je tudi na verziji skladbe skupine Scorpions, "Is There Anybody There", ki je izšla na albumu bobnarja Hermana Rarebella, Acoustic Fever, leta 2013. Leta 2014 je prispeval vokale na albumu skupine El Chicano in koncertiral po Japonski in Evropi z Brianom Augerjem in The Oblivion Express.
Sodeloval je tudi z nemško tribute skupino The Magic of Santana, katere gosta sta tolkalist Raul Rekow in pevec Tony Lindsay, ki sta prav tako sodelovala pri skupini Santana.

## Diskografija
| - Troc (1972) - TROC 2011 (2011) - Straight Ahead (1975) - Live Oblivion (Vol. 1 & 2) (1975) - Reinforcements (1975) - Live Los Angeles (2015) - Marathon (1979) - Zebop! (1981) - Shangó (1982) - Beyond Appearances (1985) - Viva Santana! (1988) - Spirits Dancing in the Flesh (1990) - Milagro (1992) - Sacred Fire: Live in South America (1993) - Dance of the Rainbow Serpent (1995) | - The Swing of Delight (1979) - Havana Moon (1983) - Blues for Salvador (1987) - R.O.A.R. (LP, 1985) - Aftershock (1989) - Dreams Beyond Control (1993) - Metro (1995) |